# حكومة إسرائيل الرابعة 1952

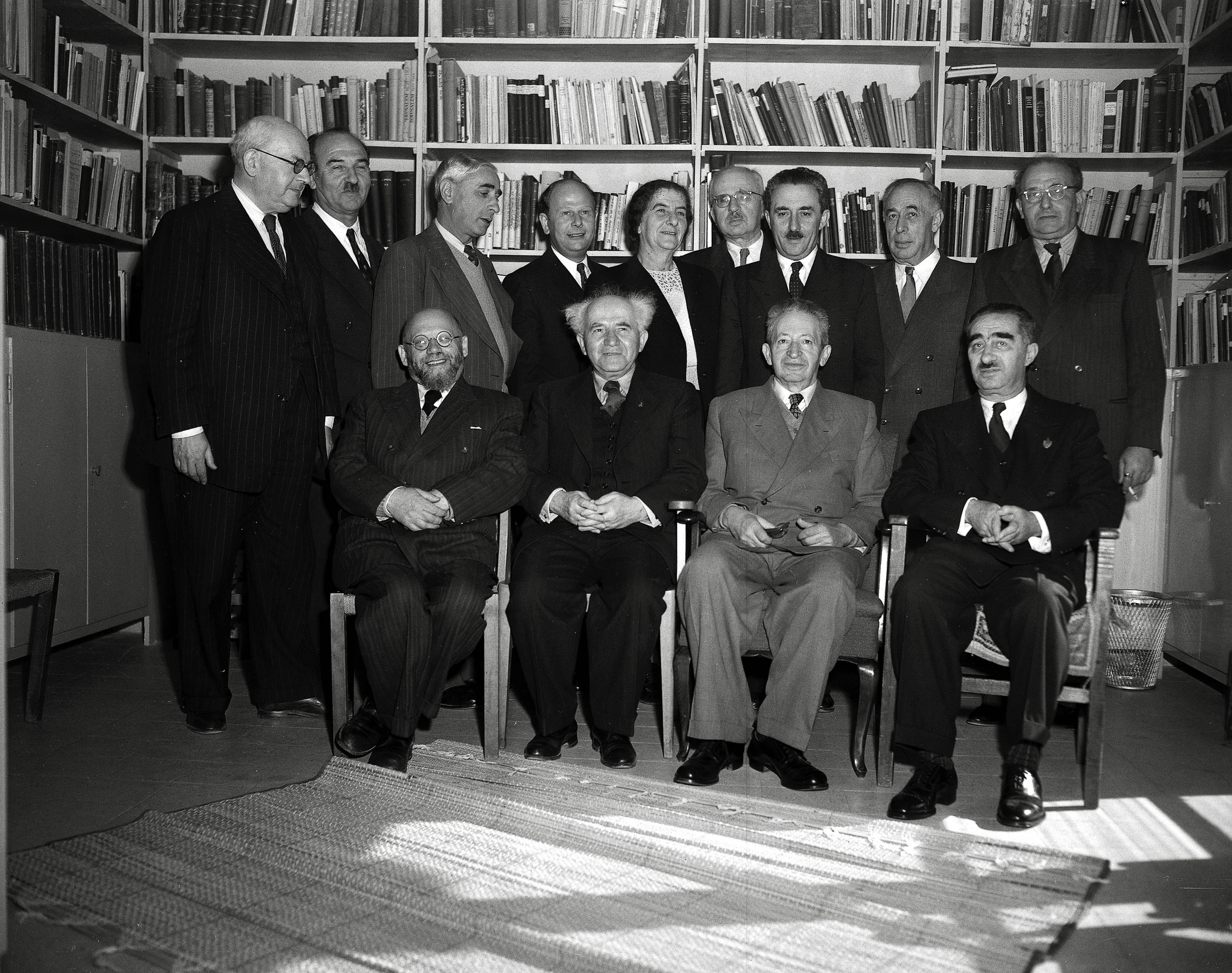
وزراء الحكومة الرابعة مع الرئيس في 24 ديسمبر 1952. الجالسون من اليسار إلى اليمين: بن تسيون دينور، دافيد بن غوريون، الرئيس اسحق بن تسفي، دوف يوسف. الواقفين من اليسار إلى اليمين: بيرتس نفتالي، ليفي أشكول، بنحاس لافون، يوسف سيرلين، غولدا مئير، بنحاس روزن، موشيه شاريت، إسرائيل روكاش وبيرتس برنشتاين.

تم تشكيل الحكومة الرابعة لإسرائيل برئاسة دافيد بن غوريون خلال الدورة الثانية للكنيست في 24 ديسمبر 1952.

## تاريخ
أسقط بن غوريون حزبي الحريديين "أغودات يسرائيل" و"بوعالي أغودات يسرائيل" من ائتلافه في هذه الحكومة واستبدلهما بحزب " الصهاينة العموميين " والحزب التقدمي، اللذين شكلا الحكومة مع المباي، والمزراحي، والهبوعيل همزراحي، والقائمة الديمقراطية لعرب إسرائيل، التقدم والعمل والزراعة والتنمية.

## حل الحكومة
سقطت الحكومة عندما استقال بن غوريون في 6 ديسمبر 1953 وانتقل إلى كيبوتس النقب في سدي بوكر.

## قائمة الحكومة
|    | مجلس الوزراء                                                     | مجلس الوزراء                        | مجلس الوزراء | مجلس الوزراء         |
|    | صاحب المنصب                                                      | المنصب                              | الحزب        | الحزب                |
| -- | ---------------------------------------------------------------- | ----------------------------------- | ------------ | -------------------- |
| 1  | ديفيد بن غوريون                                                  | رئيس الوزراء وزير الدفاع            |              | ماباي                |
| 2  | بيرتس نفتالي                                                     | وزير الزراعة                        |              | ماباي                |
| 3  | دوف يوسف (من 15 يونيو 1953)                                      | وزير التنمية                        |              | ماباي                |
| 4  | بن صهيون دينور                                                   | وزير التعليم والثقافة               |              | ليس عضوا في الكنيست  |
| 5  | ليفي اشكول                                                       | وزير المالية                        |              | ماباي                |
| 6  | موشيه شاريت                                                      | وزارة الخارجية                      |              | ماباي                |
| 7  | يوسف سابير (حتى 29 ديسمبر 1953) يوسف سيرلين (بعد 29 ديسمبر 1953) | وزير الصحة                          |              | الصهاينة العامون     |
| 8  | إسرائيل روكا                                                     | وزير الداخلية                       |              | الصهاينة العامون     |
| 9  | بنحاس روزين                                                      | وزير العدل                          |              | الحزب التقدمي        |
| 10 | جولدا مئير                                                       | وزير العمل                          |              | الماباي              |
| 11 | بيخور شالوم شطريت                                                | وزير الشرطة                         |              | الماباي              |
| 12 | يوسف بورغ                                                        | وزير الخدمات البريدية               |              | هبوعيل همزراحي       |
| 13 | حاييم موشيه شابيرا                                               | وزير الأديان وزير الرعاية           |              | هبوعيل همزراحي       |
| 14 | بيرتس برنشتاين                                                   | وزير التجارة والصناعة               |              | الصهاينة العامون     |
| 15 | يوسف سيرلين (حتى 29 ديسمبر 1953) يوسف سابير (بعد 29 ديسمبر 1953) | وزير النقل                          |              | الصهاينة العامون     |
| 16 | دوف يوسف (حتى 15 يونيو 1953)                                     | وزير بلا حقيبة                      |              | ماباي                |
| 17 | بنحاس لافون                                                      | وزير بلا حقيبة                      |              | ماباي                |
| 18 | كالمان كاهانا                                                    | نائب وزير التربية والتعليم والثقافة |              | بوالي أغودات إسرائيل |
| 19 | زيراخ فارهافتيج (من 5 يناير 1953)                                | نائب وزير الأديان                   |              | هبوعيل همزراحي       |
| 20 | زلمان سوزاييف (من 15 يونيو 1953)                                 | نائب وزير التجارة والصناعة          |              | الصهاينة العامون     |
| 21 | شلومو يسرائيل بن مئير (من 5 يناير 1953)                          | نائب وزير الرفاه                    |              | مزراحي               |

## روابط خارجية
- الكنيست 2: موقع الحكومة 4 للكنيست